# Ahti Karjalainen
Ahti Kalle Samuli Karjalainen (ur. 10 lutego 1923 w Hirvensalmi, zm. 7 września 1990 w Helsinkach) – fiński polityk, współpracownik Urha Kekkonena, poseł do Eduskunty, wicepremier i minister w różnych resortach, w latach 1962–1963 i 1970–1971 premier Finlandii.

## Życiorys
Kształcił się na Uniwersytecie Helsińskim, na którym w 1946 ukończył nauki polityczne. W 1959 doktoryzował się w tej dziedzinie. Zaangażował się w działalność Unii Agrariuszy (przekształconej w latach 60. w Partię Centrum). W latach 1947–1950 był sekretarzem do spraw informacji tego ugrupowania. W latach 1950–1956 pełnił funkcję sekretarza premiera Urha Kekkonena, który następnie objął urząd prezydenta.
Ahti Karjalainen, pracujący w połowie lat 50. również jako badacz w instytucie Banku Finlandii, zaczął wkrótce obejmować różne stanowiska rządowe. Od lipca do września 1957 i od listopada 1957 do marca 1958 pełnił funkcję ministra finansów. Od stycznia 1959 do czerwca 1961 był ministrem w resorcie spraw zagranicznych oraz ministrem handlu i przemysłu. W czerwcu 1961 przeszedł na stanowisko ministra spraw zagranicznych, zajmował je do kwietnia 1962, a także ponownie od września 1964 do maja 1970 i od września 1972 do czerwca 1976. Dwukrotnie sam sprawował urząd premiera: od kwietnia 1962 do grudnia 1963 oraz od lipca 1970 do października 1971. Jego pierwszy rząd ustąpił na skutek sporów dotyczących podatków, drugi gabinet zakończył działalność wobec niemożności rozwiązania problemu cen produktów rolnych. Był również wicepremierem (od września 1964 do maja 1966, od września 1972 do czerwca 1975 i od września 1976 do maja 1977), a także ministrem bez teki w biurze premiera (od września 1976 do maja 1977).
W latach 1966–1979 sprawował mandat deputowanego do Eduskunty. W międzyczasie pogarszały się relacje Ahtiego Karjalainena w prezydentem, który zaczął traktować go jak swojego konkurenta. Polityk pełnił też różne funkcje w Banka Finlandii. Od 1958 był członkiem rady wykonawczej, a od 1979 wiceprezesem. W 1981 ubiegał się o partyjną nominację na wybory prezydenckie w 1982, przegrywając jednak z Johannesem Virolainenem. W 1982 powołano go na prezesa fińskiego banku centralnego. Utracił jednak to stanowisko już w 1983 – według doniesień mediów na skutek swoich problemów związanych z nadużywaniem alkoholu.
W 1989 opublikował swoje wspomnienia, wywołując pewne kontrowersje przedstawionym opisem relacji fińsko-radzieckich na wysokim szczeblu.